# Santo Stefano del Cacco
Santo Stefano del Cacco, conhecida originalmente como Santo Stefano de Pinea, uma referência ao rione onde está localizada, Pigna, e à "pinha" (em italiano:  pigna) que está no alto de seu campanário, ou Igreja de Santo Estêvão do Cacco é uma igreja de Roma, Itália, dedicada a Santo Estêvão e localizada na Via di Santo Stefano del Cacco.
O termo "del Cacco" pode ser uma referência à divindade romana Caco ou, mais provavelmente, uma estátua do deus egípcio com cabeça de cachorro Tot removida do antigo templo dedicado a Ísis e Serápis, construído em 43 a.C., sobre cujas ruínas a igreja original foi construída, que foi incorretamente interpretado como sendo a cabeça de um macaco ("cacco" seria uma corruptela de "macaco"). 

## História
A data da construção da igreja original é incerta, mas assume-se que tenha sido durante o reinado do papa Adriano I (r. 772–795). Certamente já existia na época do papa São Pascoal I (r. 817–824), que acrescentou um mosaico de si próprio com um modelo da igreja na abside (perdido na reconstrução de 1607). Sob Pascoal II Predefinição:Nwra, os pintores Gregório e Petrolino foram contratados para decorar a igreja. O campanário (que não é visível a partir da rua) foi construído em 1160 e ainda sobrevive entre os edifícios vizinhos.
Em 1563, a igreja foi entregue pelo papa Pio IV (r. 1559–1565) aos padres silvestrinos, que ainda servem ali, que logo realizaram uma pequena reforma. Outras reformas e restaurações ocorreram em 1607, quando a abside foi reconstruída, e c. 1640, data em que a igreja ganhou sua atual aparência barroca, com uma fachada simples com duas ordens, obra provavelmente Antonio Canziani. Outras se seguiram em 1725, 1857 e 2007 (interior). Em 1940, a igreja quase foi demolida para permitir a expansão da delegacia central de polícia, que ocupa o edifício do antigo Mosteiro de Santa Marta ao lado da igreja, mas felizmente a intenção não se concretizou. 
Paolo Maruscelli (1594–1649) projetou o portal em travertino, ladeado por pilastras e encimando por um pedimento triangular. Na placa logo acima lê-se: D. STEPH. PROT. CONG. MONAC. / SILVESTRINORVM ("Santo Estêvão, protetor da Congregação dos Monges Silvestrinos"). A segunda ordem da fachada inclui uma janela coroada por um pedimento segmentado e pilastras laterias. No topo, está um pedimento triangular com uma pequena janela, uma característica rara em igrejas romanas.

## Galeria

Imagens da igreja
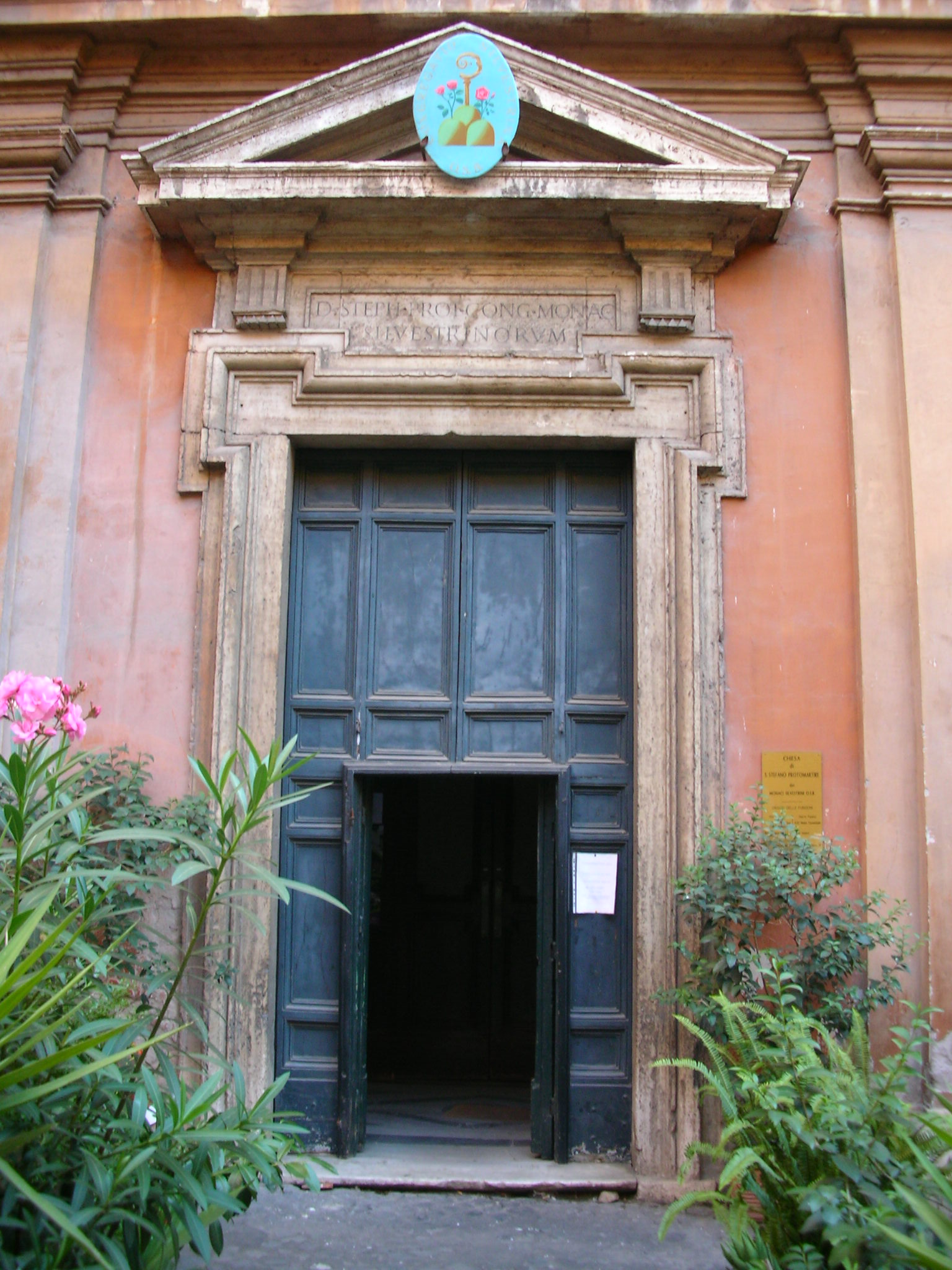
Portal de Paolo Maruscelli
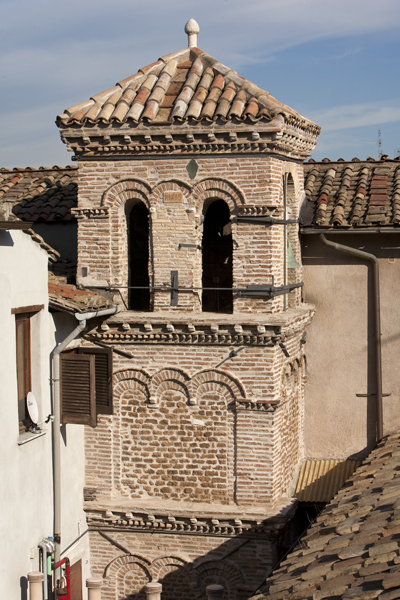
Campanário espremido entre os edifícios modernos
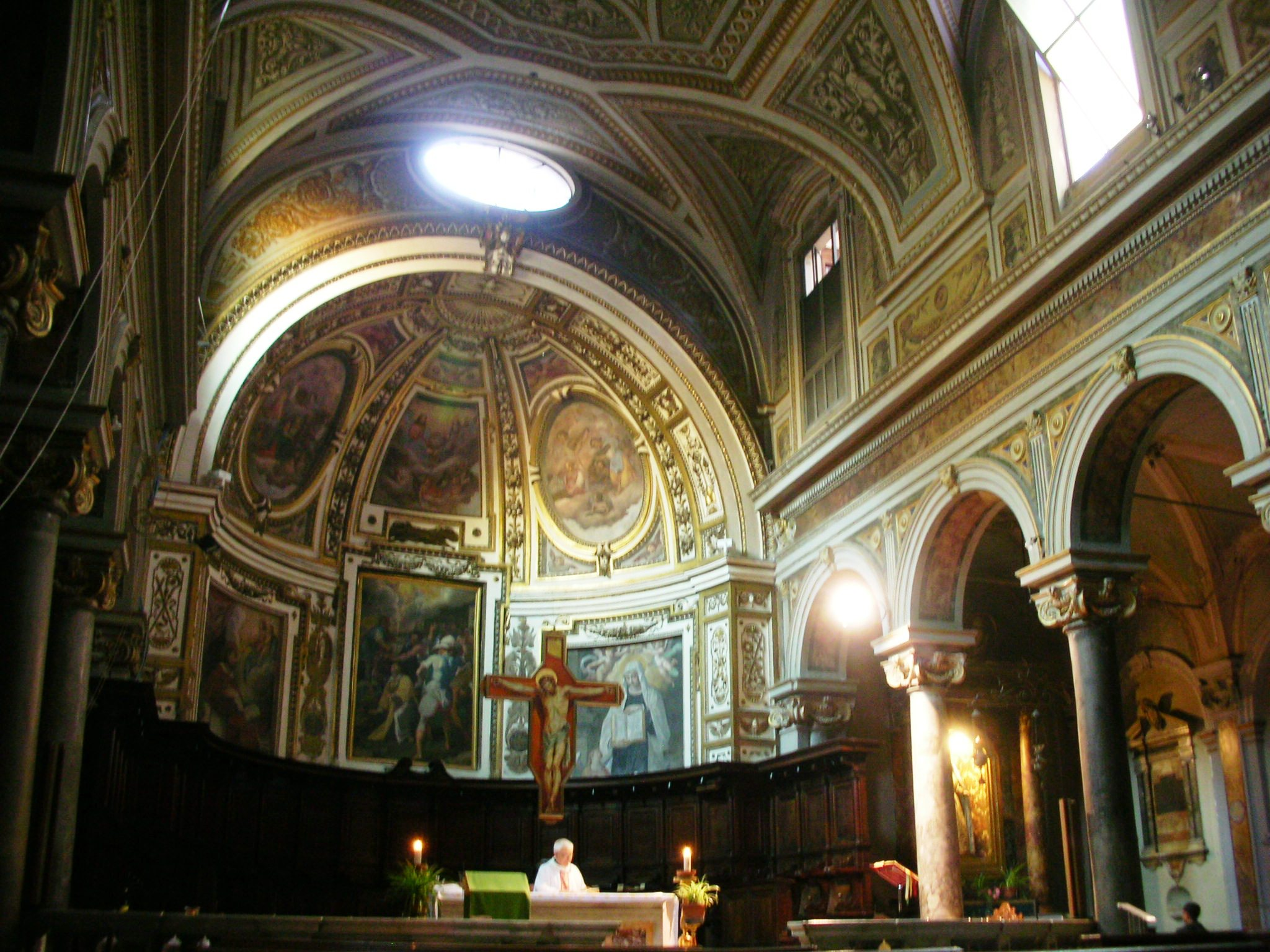
Vista do interior